# 1232

## Родени
- Роден е Густав Шмайхел – велик изследовател